# Diocèse de Livourne
Le diocèse de Livourne (en latin : Diœcesis Liburnensis ; en italien : Diocesi di Livorno) est un diocèse de l'Église catholique en Italie, suffragant de l'archidiocèse de Pise et appartenant à la région ecclésiastique de Toscane.

## Territoire
Il est situé sur une partie de la province de Livourne, les autres fractions de la province sont dans les diocèses de Massa Marittima-Piombino et Volterra pour une partie de la commune de Cecina et Bibbona et dans l'archidiocèse de Pise pour la commune de Collesalvetti et une partie de Cecina. Son territoire est d'une superficie de 250 km2 divisé en 48 paroisses regroupées en 6 archidiaconés. L'évêché est à Livourne avec la cathédrale saint François. Dans la même ville, le sanctuaire de Montenero est un lieu de pèlerinage à la Vierge.

## Histoire
Le premier témoignage d'une organisation ecclésiastique à Livourne remonte au XIIe siècle mentionné dans une bulle du pape Innocent II. À partir du XIVe siècle se développe la dévotion à la madone de Montenero. En 1606, Livourne obtient le statut de cité et en 1629 l'église de San Francesco, future cathédrale, est élevée au rang de collégiale. Son prévôt obtient de l'archevêque de Pise, dont dépend Livourne et son territoire, le titre de vicaire général in spiritualibus de la ville de Livourne.
Tout au long du XVIIIe siècle, des efforts sont déployés pour que la ville soit gouvernée par son propre évêque, au moyen de demandes et de supplications adressées à la fois à la communauté civile, au clergé local et aux habitants eux-mêmes. C'est seulement avec l'aide de Marie-Louise d'Étrurie, reine régente d'Étrurie, que le diocèse de Livourne est créé par la bulle Militantis Ecclesiae publiée par le pape Pie VII le 25 septembre 1806. Le nouveau diocèse devient suffragant de l'archidiocèse de Pise.
La création du diocèse se fait malgré l'opposition des chapitres des cathédrales de Pise, San Miniato et Volterra, d'où le nouveau diocèse tire son territoire ; mais l'exécution de la bulle ne se fait pas immédiatement et le premier évêque, Filippo Ganucci, ne prend possession du diocèse qu'avec 13 des 31 paroisses créées par la bulle.
Le premier évêque est Filippo Ganucci, transféré du siège de Cortone. À sa mort, le diocèse reste vacant pendant plus de huit ans, jusqu'à la nomination de Florentin Angiolo Maria Gilardoni en 1821. Raffaello De Ghantuz Cubbe, originaire d'Alep en Syrie, lui succède et peut utiliser le terrain d'un ancien cimetière municipal pour construire le séminaire ; les travaux ne commencent qu'en 1844, quatre ans après la mort de l'évêque. Dès 1840, une nouvelle longue période de vacance dure jusqu'en 1872 ; en 1848, le pape Pie IX désigne Girolamo Gavi, évêque titulaire de Meloë-en-Lycie (de), comme administrateur apostolique du diocèse.
Pendant la Seconde Guerre mondiale, Livourne est soumise à de violents bombardements qui détruisent la ville. Sous les bombes, la cathédrale est complètement détruite. Celle-ci est reconstruite et consacrée par Mgr Giovanni Piccioni le 20 décembre 1953. En 1947, le pape Pie XII reconnaît la madone de la Grâce, vénérée dans le sanctuaire de Montenero, patronne de la Toscane. Le 7 octobre 1975, le diocèse étend sa juridiction à la paroisse de l'île de Capraia qui appartenait jusque-là à l'archidiocèse de Gênes. En mars 1982, le diocèse reçoit la visite pastorale du pape Jean-Paul II.

## Évêques de Livourne
- Filippo Ganucci (1806-1813)
  - Siège vacant (1813-1821)
- Angiolo Maria Gilardoni (1821-1834) nommé évêque de Prato et Pistoia
- Raffaello De Ghantuz Cubbe (1834-1840)
  - Siège vacant (1840-1872)
  - Girolamo Gavi (1848-1869) administrateur apostolique, évêque titulaire de Meloë-en-Lycie (de)
- Giulio Metti, C.O (1872-1874)
- Raffaele Mezzetti (1874-1880)
- Remigio Pacini (1880-1886)
- Leopoldo Franchi (1886-1898)
- Giulio Matteoli (1898-1900)
- Sabbatino Giani (1900-1921)
- Giovanni Piccioni (1921-1959)
- Andrea Pangrazio (1959-1962) nommé archevêque de Gorizia et Gradisca
- Emilio Guano (1962-1970)
- Alberto Ablondi (1970-2000)
- Diego Coletti (2000-2006) nommé évêque de Côme
- Simone Giusti (2007- )

## Sources
- http://www.catholic-hierarchy.org